# 东昌电影院
东昌电影院，位于中国上海市浦东新区陆家嘴街道南泉北路150号（原崂山西路150号2006年，崂山西路更名南泉北路）。由上海市文化局集资兴建。1954年8月建成，同月25日开幕。以原东昌区名得名。1966年曾改称前进电影院，旋复原名。东昌电影院占地6910平方米。建筑面积8480平方米。电影院设施设备齐全，有空调冷气。放映氙灯化，放映机型为哈尔滨电影机械厂生产的“松花江”FG5501型35毫米固定式放映机。安装有立体声放映设备。放映厅有1178只软席座椅。2004年正式停止营业。计划于2014年底至2015年初拆除，原址将建成陆家嘴当代艺术品展示和交易中心。